# Sutivanac
Sutivanac (en italien : San Giovanni d’Arsa) est une localité de Croatie située en Istrie, dans la municipalité de Barban, dans le comitat d'Istrie.